# エディ (アニメ)
『エディ』（英: EDDIE）は日本のストップモーション・アニメーション。
NHK教育のプチプチ・アニメの枠で放送中。
バスケットボールが大好きなカエルの男の子エディが、街で様々な登場人物たちに勝負を挑み、バスケットボールを通して友情を深めていく。
監督は長井勝見。音楽担当は中尾淳。
1話5分。

## スタッフ
- アニメーション : 長井勝見
- 音楽 : 中尾淳
- 制作 : NHK、NEP、スタジオプラセボ

## 主な登場キャラクター
エディ（カエル）
主人公。バスケットボールが大好きで、好奇心旺盛な男の子。背が低くて馬鹿にされることもあるが、実はダンクが出来るほどの跳躍力の持ち主。
スコット（イヌ）
1話、5話に登場。運動神経がいい犬の男の子。ロンやビルとつるんでエディをからかっていたが、その後エディとも仲良くしているよう。
ビル（ブタ）
1話、2話に登場。スナック菓子を持って登場した小太りの男の子。2話でも一瞬登場したが、エディとランディに部屋を滅茶苦茶にされた。
ロン（ウシ）
1話に登場。背の高い牛の男の子。バスケットボールではエディを圧倒した。
ランディ（ネコ）
2話に登場。子猫の幽霊。バスケットボールが大好き。好物はたい焼き。苦手なものは毛虫。
エリック（ウサギ）
3話、4話、6話、7話に登場。アリスに好意を寄せる機械好きの男の子。エディにバスケで勝つ為にBIG-Eを作った。その後エディやアリスとも仲良くなった。
アリス（ウサギ）
3話、4話に登場。エディにバスケットボールを教えてもらう活発な女の子。エリックのことが気になっている。
近所のおばさん（ブタ）
3話に登場。バスケットボールコートの隣に住んでいる近所のおばさん。
ビビィ（宇宙人）
4話に登場。遠い星からやって来た宇宙人の男の子。UFOがガス欠で地上に墜落した。
デニス（マンドリル）
5話に登場。マンドリルのおじいさん。昔はプロのバスケットボール選手で優勝した経歴を持つ。
BIG-E（ロボット）
3話、4話に登場。エリックが作ったラジコンロボット。UFOを運んだり便利に使われている。
ダグ（アライグマ）
7話に登場。BBQをしている。

## 各話リスト
| 話数 | サブタイトル         |
| ---- | -------------------- |
| 1    | ぼくエディ           |
| 2    | こねこのランディ     |
| 3    | エリックの初恋       |
| 4    | 宇宙のともだちビビィ |
| 5    | デニスじいさん       |
| 6    | エディVSエディ       |
| 7    | ダグとBBQ            |